# Patologisk vetenskap
Patologisk vetenskap är en typ av pseudovetenskap med drag av självbedrägeri. Patologiska teorier grundas ofta på observationsfel och skevt urval av observationer. Termen myntades av Irving Langmuir i ett föredrag 1953. Hans viktigaste exempel var N-strålarna, som René-Prosper Blondlot menade att han kunde se.

## Källhänvisningar
1. ↑  http://www.cs.princeton.edu/~ken/Langmuir/langmuir.htm